# 集英社オレンジ文庫
集英社オレンジ文庫（しゅうえいしゃオレンジぶんこ）は、株式会社集英社が2015年1月20日に創刊したライト文芸レーベルである。単にオレンジ文庫とも呼ばれる。毎月20日頃に発売されている。

## 概要
コバルト文庫から派生したレーベルで、作風や作家、新人賞（ノベル大賞）等コバルト文庫との共通点が多い。ライト文芸に特化していることがこのレーベルの特徴であり、作風もライトミステリーや連作短編が目立っている。また映画やドラマ等のノベライズを出している事も多い。
創刊にあたって、ライトミステリーを中心に、ホラーやSF、ラブロマンスなど様々なジャンルの作品を刊行するが、どの作品にも魅力的なキャラクターが登場する、と編集長は述べた。創刊時には有村架純と坂口健太郎を起用したCMやポスターで宣伝をしている。代表的な作家は青木祐子、辻村七子、白川紺子など。
派生元のコバルト文庫の公式サイトがWeb雑誌に近い形になったことで、ライト文芸作品、出版予定の作品、短編等が、コバルト文庫のサイトで無料で読めるようになった。また、コバルト文庫の紙媒体での発売が停止された後、同文庫の公式サイトにて掲載された作品が書籍化される際には集英社オレンジ文庫名義から発売されるようになり、コバルト文庫の後継レーベル要素を併せ持つことになった。
2023年12月13日から創刊9周年を記念して、スペシャルコンテンツの公開と特製しおりのプレゼント企画が行われた。
2024年12月9日に大友花恋が10周年記念アンバサダーとして務める。

## 創刊ラインナップ
創刊ラインナップは次の5点で、すべていきなり文庫。
- 谷瑞恵『異人館画廊　贋作師とまぼろしの絵』ISBN 978-4086800013
- 今野緒雪『雨のティアラ』ISBN 978-4086800020
- 椹野道流『時をかける眼鏡　医学生と、王の死の謎』ISBN 978-4086800037
- 白川紺子『下鴨アンティーク　アリスと紫式部』ISBN 978-4086800044
- 梨沙『鍵屋甘味処改　天才鍵師と野良猫少女の甘くない日常』ISBN 978-4086800051

このうち『時をかける眼鏡　医学生と、王の死の謎』と『下鴨アンティーク　アリスと紫式部』は集英社文庫の夏のフェア、ナツイチ2015にラインナップされている。

## メディアミックス

### 映像
- ゆきた志旗『Bの戦場』実写映画（2019年）
- 青木祐子『これは経費で落ちません!』テレビドラマ（2019年）
- 辻村七子『宝石商リチャード氏の謎鑑定』テレビアニメ（2020年）
- 白川紺子『後宮の烏』テレビアニメ（2022年）
- 奥乃桜子『それってパクリじゃないですか? 〜新米知的財産部員のお仕事〜』テレビドラマ（2023年）

### コミカライズ
- 小湊悠貴『ゆきうさぎのお品書き』ふんわりジャンプ（2016年）、デジタルマーガレット（2018年）にて
- 青木祐子『これは経費で落ちません!』Cookie（2017年）にて
- 長尾彩子『千早あやかし派遣會社』デジタルマーガレット（2018年）にて
- 彩本和希『ご旅行はあの世まで? 死神は上野にいる』デジタルマーガレット（2018年）にて
- 紙上ユキ『金物屋夜見坂少年の怪しい副業』デジタルマーガレット（2018年）にて
- 愁堂れな『キャスター探偵』デジタルマーガレット（2018年）にて
- 瀬川貴次『怪奇編集部『トワイライト』』デジタルマーガレット（2018年）にて
- 白川紺子 『下鴨アンティーク』デジタルマーガレット（2018年）にて
- 辻村七子『宝石商リチャード氏の謎鑑定』コミックZERO-SUM（2019年）にて
- 竹岡葉月『谷中びんづめカフェ竹善』デジタルマーガレット（2020年）にて
- 永瀬さらさ『法律は嘘とお金の味方です。 京都御所南、吾妻法律事務所の法廷日誌』Cookie（2020年）にて
- 相川真『京都伏見は水神さまのいたはるところ』マンガMee（2020年）にて
- 白洲梓『威風堂々惡女』ココロマンス（2021年）にて
- 柴野理奈子『思い出とひきかえに、君を』りぼんスペシャルバニラ（2021年）にて
- 丸木文華『誰にも言えない』ピッコマ（2021年）にて
- 奥乃桜子『神招きの庭』FLOS COMIC（2022年）にて
- 東堂燦『十番様の縁結び』コンプエース（2023年）にて
- 奥乃桜子『それってパクリじゃないですか? 〜新米知的財産部員のお仕事〜』デジタルマーガレット（2023年）にて
- 江本マシメサ『あやかし華族の妖狐令嬢、陰陽師と政略結婚する』ゼロサムオンライン（2023年）にて
- 瑚池ことり『リーリエ国騎士団とシンデレラの弓音』デジタルマーガレット（2023年）にて
- 森りん『竜の国の魔導書』デジタルマーガレット（2023年）にて
- 栗原ちひろ『殺し屋ダディ』デジタルマーガレット（2024年）にて
- 阿部暁子『どこよりも遠い場所にいる君へ』となりのヤングジャンプ（2025年）にて

### その他
- 須賀しのぶ『雲は湧き、光あふれて』朗読劇（2016年）